# جورج كولي (عداء سريع)
جورج كولي (بالإنجليزية: George Collie) هو عداء سريع باهاماسي، ولد في 21 أبريل 1941 في ناساو في باهاماس.

## وصلات خارجية
- جورج كولي على موقع اللجنة الأولمبية الدولية (الإنجليزية)
- جورج كولي على موقع أوليمبيديا (الإنجليزية)
- جورج كولي على موقع اتحاد ألعاب الكومنولث (مؤرشف) (الإنجليزية)